# Bicicleta monomarcha

Una bicicleta monomarcha, bicicleta de una sola velocidad, bicicleta sin cambios  o single-speed es una bicicleta que no tiene un sistema de cambio de marchas, una bicicleta con un solo engranaje. Estas bicicletas no utilizan desviador de cambio, cambios internos u otros métodos para variar la relación de transmisión de la bicicleta.
Las bicicletas monomarcha con piñón libre son erróneamente llamadas fixie o fixed por su similitud con las de piñón fijo («marcha fija» o «fixed gear»). Este término solo se aplica a las bicicletas con piñón fijo. Si hay piñón libre el término a utilizar es «bicicleta de una sola velocidad» o «single-speed».
Estos tipos de bicicletas a veces permiten tener otra relación con un engranaje a cada lado de la rueda trasera. En caso de necesidad, se da la vuelta a la rueda y se intercambian los piñones.
Algunas no tienen piñón libre, sino son de piñón fijo. Ambas tienen una eficiencia mayor en el pedaleo ya que no cruzan la cadena y el recorrido es más limpio.

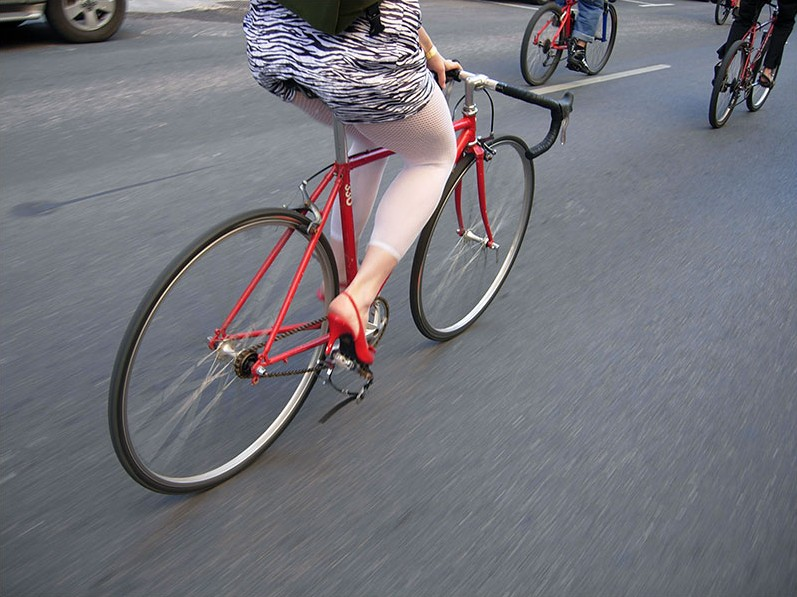
Ciclista urbana con bicicleta de una sola velocidad

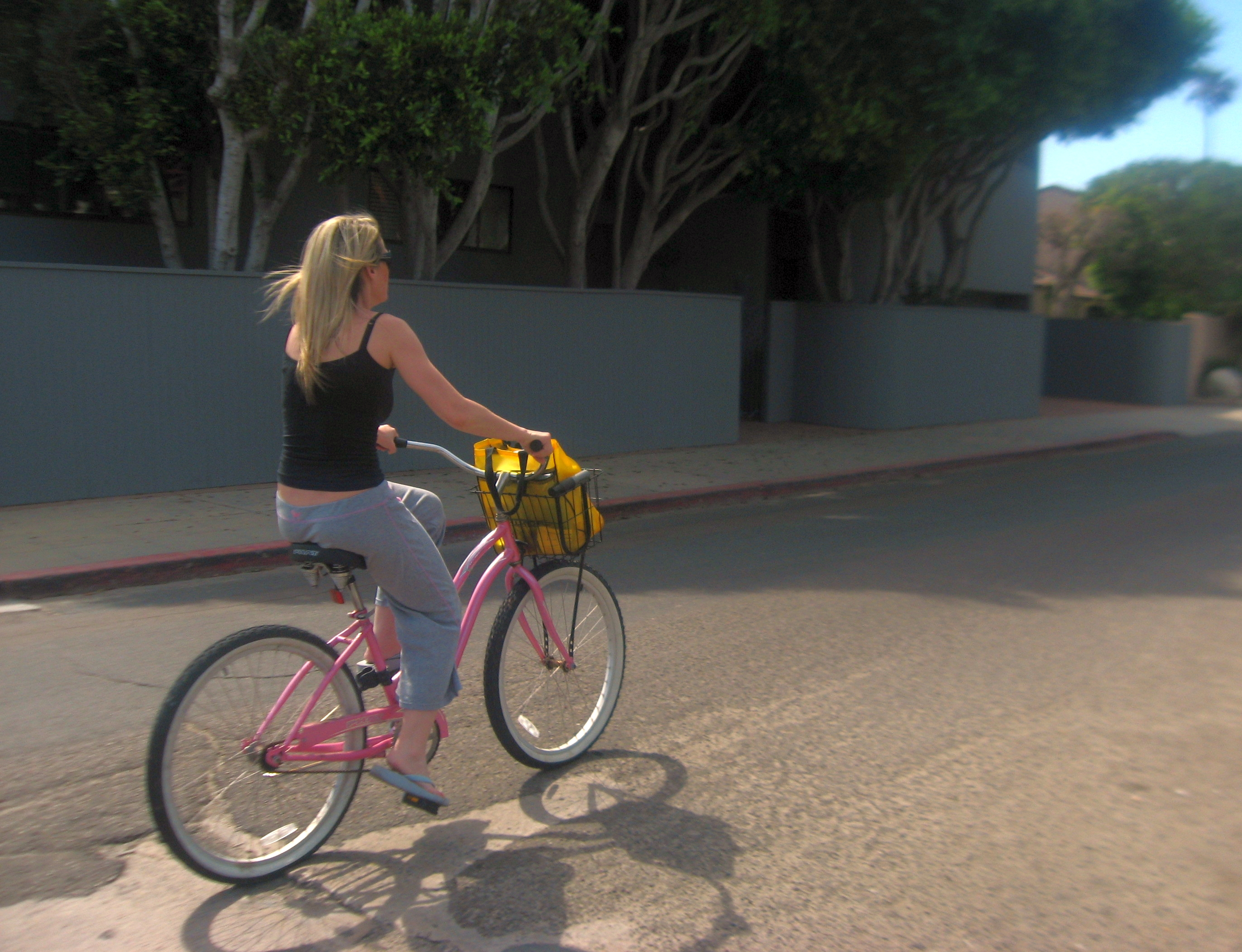
Bicicleta playera de una velocidad

... ¿No es mejor acaso triunfar por la fuerza de tus músculos que por el artificio de los cambios de la bicicleta?... Paul de Vivie, editor francés de Le Cycliste.

## Ventajas e inconvenientes frente a bicicletas con cambio de marchas

### Ventajas
- Las bicicletas de una sola velocidad son generalmente más económicas, más ligeras, y mecánicamente más simple que su equivalente de multi-engranaje.

- Sin desviadores u otros sistemas de engranaje, hay menos piezas sobre la bicicleta que requieren mantenimiento haciendo este tipo de bici ideal para el ciclismo urbano bajo cualquier condición climática.

- La eficiencia del rendimiento mecánico de una sola velocidad puede ser mayor que las bicicletas típicas de multi-engranaje de hoy en día. Una línea de cadena recta, la falta de cadena de arrastre de la parte posterior de las poleas del desviador, y la falta de platos y desviadores delanteros mejoran la eficiencia.

- Un solo piñón posterior toma menos espacio que el típico siete a diez piñones acoplados a la rueda en la mayoría de los sistemas de mecanismo de engranajes de marchas múltiples para bicicletas, las ruedas traseras se pueden construir balanceadas entre el buje, radios y la llanta de izquierda a derecha, haciéndola más fuerte en virtud además por su movimiento dinámico.

- Menos tiempo concentrándose en los cambios de marcha, y por ende, más agradable el paseo.

### Inconvenientes
- Como la bicicleta de una sola velocidad carece de engranajes, es menos versátil. No se puede pedalear eficientemente fuera de su rango del único engranaje.

- Sin opciones de cambios de engranajes, la bicicleta de una sola velocidad es generalmente más difícil pedalear por terreno extremadamente empinado.

- La velocidad única constituye una seria limitante de la velocidad máxima, lo que la hace más lenta que una bicicleta de múltiples velocidades.

- Las bicicletas equipadas con transmisión monomarcha, el pedaleo puede parecer difícil en los primeros momentos de rodaje.

## Configuraciones para bicicletas de una sola velocidad
Hay tres típicas configuraciones para las bicicletas de una sola velocidad, que aplica a cualquier tipo de bicicleta, estas son:
- Las de frenos contrapedal, las cuales podrían requerir frenos delanteros
- Las de piñón libre, las cuales requieren frenos de llanta o de tambor delanteros y/o traseros
- Las de piñón fijo, las cuales podrían requerir frenos delanteros

## Tipos de bicicletas de una sola velocidad

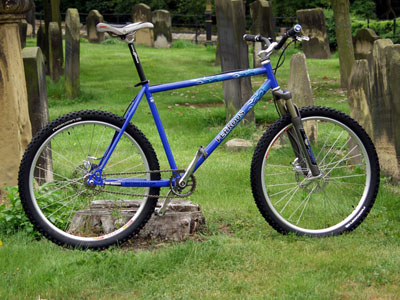
Bicicleta de montaña de una sola velocidad

Declaraciones de representantes de la industria de ciclismo y periodistas han impulsado la percepción de que los principales fabricantes de bicicletas desalientan la construcción de modernas bicicletas de una sola velocidad. Sin embargo, la creciente popularidad de una velocidad se ha reflejado en el diseño, la comercialización y producción de muchos modelos. En el mercado de Estados Unidos, las compañías de bicicletas personalizadas Villy Custom, Bianchi, Cannondale, Fuji Bike, KHS, Kona, Raleigh, Giant, Specialized, Swobo, Felt, y Trek, todos recientemente han producido y comercializado bicicletas de una sola velocidad.
La bicicleta de montaña de una sola velocidad diseñada para el senderismo en bicicleta, a menudo tiene una relación de marchas relativamente baja, o fácil y lenta, esto les permite subir las cuestas y hacer frente a los obstáculos y los gradientes de mejor forma. Esto normalmente requiere que el ciclista este más en forma o más expertos que el ciclista medio con el fin de atravesar el mismo terreno. Bicicletas de una sola velocidad diseñadas para el ciclismo de pista por lo general tienen una relación de marchas mayor o más fuerte y rápida que les proporciona velocidad.
Debido a que uno de los objetivos de una bicicleta de montaña de una sola velocidad es la simplicidad, es muy raro encontrarse doble suspensión en una bicicleta de una sola velocidad, por lo que están construidas sin suspensión (totalmente rígidas) o, en todo caso, con horquillas de suspensión delantera. Esto se debe a que la suspensión trasera puede inestabilizar la distancia entre el plato y la rueda trasera, lo que conllevaría a la necesidad de un tensor de cadena para mantener la tensión correcta.
Bicicletas de una sola velocidad con piñón fijo son populares entre los mensajeros en bicicleta por su fiabilidad y durabilidad. Dependiendo de la situación, un mensajero puede preferir una bicicleta de montaña de una sola velocidad, que puede rodar sobre numerosos obstáculos, o la rapidez de una bicicleta liviana de carretera basada en una sola velocidad.

## Nuevo fenómeno

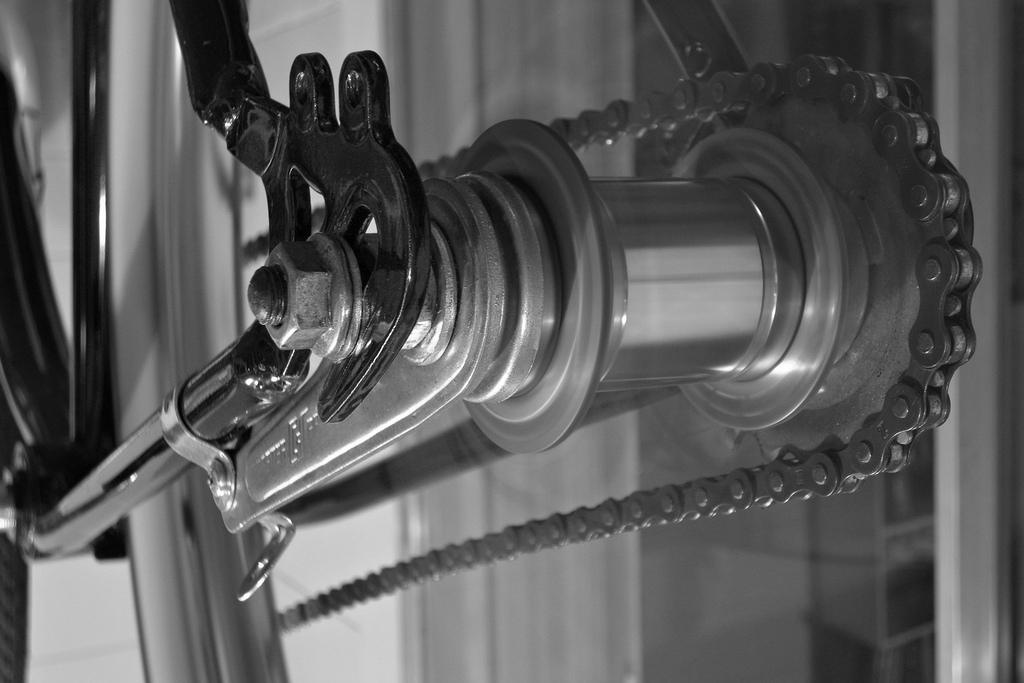
Buje de una sola velocidad con frenos de contrapedal permiten no usar cables

Hoy en día, el fenómeno de las bicicletas «single speed» y «fixie» trata de reducir la bicicleta a su más pura esencia, sin elementos que distraigan su función primaria ni su elegancia: nada de desviadores, cables, manetas de cambio o freno y, por supuesto, nada de accesorios como guardabarros, portaequipajes o espejos retrovisores. Solo un cuadro, dos ruedas, manillar y sillín, que da su origen en un espíritu ecológico de apasionados por la recuperación de viejas bicicletas que encontraron de este modo una alternativa barata y respetuosa con el medio ambiente para el desplazamiento urbano.  Y es que en esto llega la industria y las marcas comienzan a echar el ojo a este «fenómeno biciclológico». Nace la moda, y con ella, la comercialización de la idea original.

## Conversión a una sola velocidad

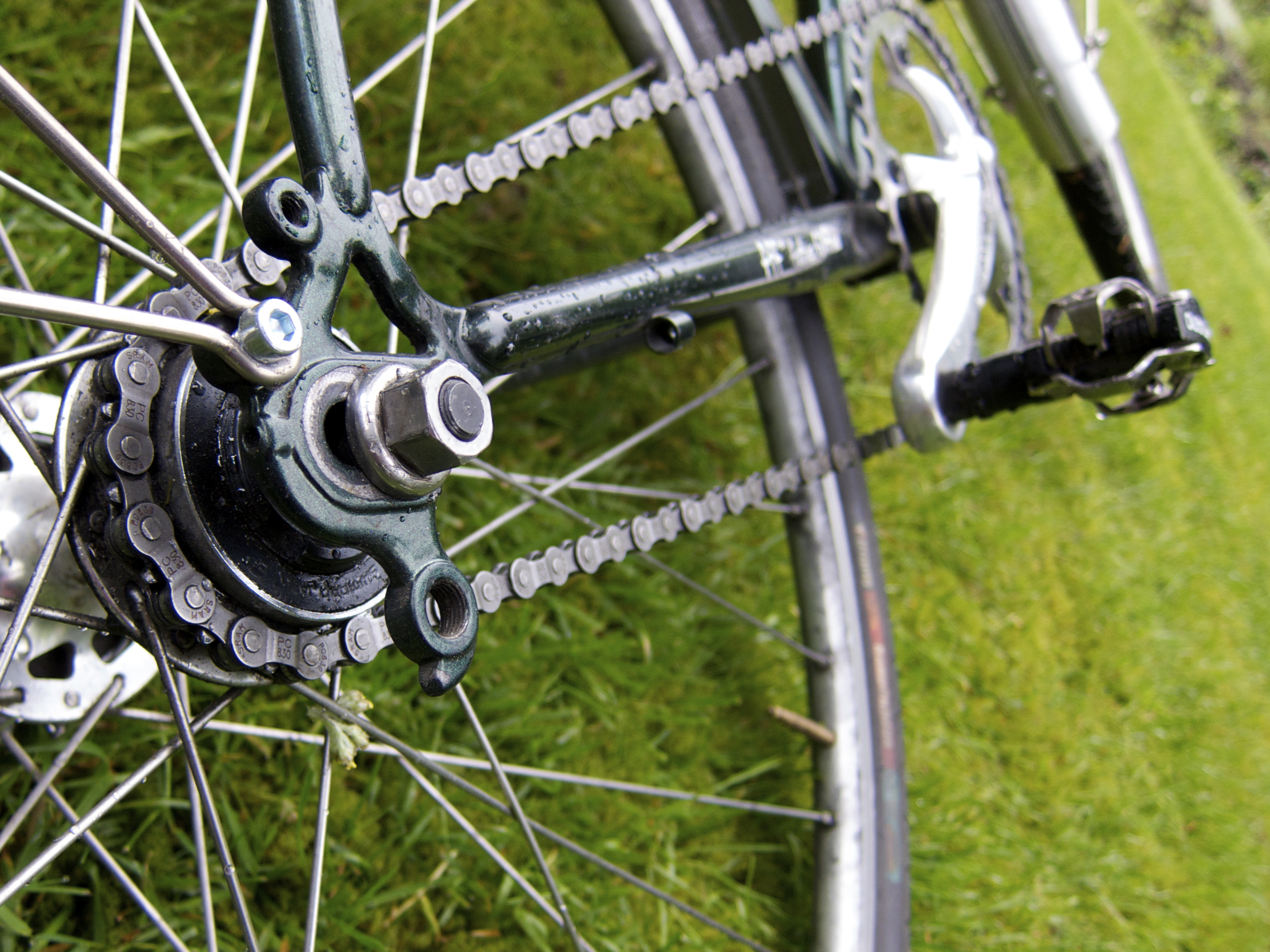
Conversión a una sola velocidad

A excepción de las bicicletas de pista, que son siempre de una sola velocidad, todas las demás pueden ser o modificarse al tipo monomarcha. Esto incluye las de montaña, de carretera, de ciclo-cross o híbridas.
Los que optan por el uso de las monomarcha argumentan el disfrute de la "experiencia real" de ir en bicicleta. El cambio a una sola velocidad no se hace pensando en el rendimiento sino por puro placer, aunque también por los beneficios del ejercicio o las ventajas de su uso como medio de desplazamiento urbano. 
Montar una single-speed  puede ayudar a traer de vuelta la alegría sin límites que experimentó ir en bicicleta cuando era niño. Uno no se da cuenta de cuánta energía mental se dedica a los cambios hasta que renuncia a los desviadores, y descubrir que toda una zona de su cerebro activa que antes se preguntába cuándo hacer el cambio ahora es libre para disfrutar de su entorno y sensaciones.